# Malena González
Malena González (Caracas, Venezuela; 30 de septiembre) es una actriz de cine y productora venezolana Italiana.
Durante su carrera recibió la mención honorífica a Mejor Actriz en el Festival de Teatro Estudiantil José Ángel Porte Acero, el Premio Universo del Espectáculo a Mejor Obra Infantil por "Anabel, La Princesa Encantada" en la que se desempeñó como productora. Además representó a Venezuela en los Premios Goya y Premios Platino con la película La distancia más larga que finalmente resultó ganadora de un Premio Platino a la Mejor Ópera Prima de Ficción Iberoamericana, el pasado mes de agosto de 2020, es galardonada con el Premio “Jorge Jellinek” a la "Mejor Actriz" en el Festival “Cine del Mar” de Uruguay, por su papel protagónico en la película "Conejo" y luego en diciembre de 2020 recibe el Premio a la "Mejor Actriz" en el Vesuvius International Film Festival. Naples, Italy.

### Biografía
Malena González nació en Caracas, Distrito Capital el 30 de septiembre.
Su carrera comenzó desde muy temprana edad en el teatro, allí descubrió su pasión por la actuación, por lo que decidió estudiar la Licenciatura en Artes, “Mención Actuación” en la Universidad de Boston, Estados Unidos, donde obtuvo una mención magna cum laude.
También, realizó algunos cursos de especialización en Nueva York, Estados Unidos, como The Method dictado por Robert Catle, Demo Reel Workshop dictado por Juan Pablo Félix y The Scritp dictado por Robert Mckee. Además de actuaciones especiales como parte de su formación como actuación para Shakespeare con Carolina Eves y actuación para Cine con Thomas Babson de la serie Cheers.
Posteriormente, viajó a Venezuela para estudiar el Acting Master Class dictado por Paul Calderón y un diplomado completo sobre Formación de Actores para Televisión de Venevisión, canal de televisión donde luego trabajó.
A lo largo de su trayectoria, Malena González ha paseado por diferentes áreas de las artes como la actuación en teatro, cine, televisión y la danza.

### Cine
La carrera de Malena González en el cine comenzó en el año 2000, con la película Anonymous en la que interpretó el personaje de Patty del Director Enelio Fariña. Posteriormente, participó en los filmes El Caracazo (película) de Román Chalbaud y "Miranda" de Diego Rísquez.
En 2009, tuvo la oportunidad de trabajar en la película Venezzia protagonizada por Alfonso Herrera (actor) y Ruddy Rodríguez, allí encarnó al personaje de Celeste.
Tiempo después, específicamente en 2013, Malena formó parte del elenco protagónico de la película a La distancia más larga, dirigida por Claudia Pinto Emperador, ganadora del Premio Platino Camilo Vives a la Mejor Ópera Prima de Ficción Iberoamericana.
Luego en 2014, filmó "Solo por Dos", un largometraje dirigido por Roberto Santiago, en 2015, "Los Ocho Seis", de la mano del director Javier Mujica, además de "Muerte en Berruecos", dirigida por Caupolicán Ovalles, estrenada en abril de 2018.
A principios del 2018 Malena viajó a La Habana, Cuba, para protagonizar el film "CONEJO", este film es estrenado en marzo de 2020 en el Miami Film Festival, y en agosto obtiene el Premio “Jorge Jellinek” a la "Mejor Actriz" en el Festival “Cine del Mar” de Uruguay por su papel protagónico, lo que constituye un paso más a la internacionalización de su carrera como actriz cinematográfica. En 2020 se estrena su más reciente trabajo protagónico, "Histeria" de Carla Forte, donde representa a Marina, junto a Agustín Segnini representando a Martín. "Histeria" es una toma real(largometraje en tiempo real) que cuenta la historia de Marina, una mujer que no es capaz de reconocer sus emociones. Su compañero Martín intentará ayudarla sometiéndola a unos ejercicios y pruebas que desencadenan una Histeria en la que ambos serán víctimas.
| Largometrajes | Largometrajes          | Largometrajes                                | Largometrajes |
| Año           | Título                 | Notas                                        |               |
| ------------- | ---------------------- | -------------------------------------------- | ------------- |
| 2020          | Histeria               | Dir. Carla Forte                             |               |
| 2018          | Conejo                 | Dir. Carla Forte                             |               |
| 2017          | Roto                   | Dir. Carlos Caridad-Montero. (Preproducción) |               |
| 2016          | Muerte en Berruecos    | Dir. Caupolicán Ovalles                      |               |
| 2014          | Solo por dos           | Dir. Roberto Santiago                        |               |
| 2013          | La distancia más larga | Dir. Claudia Pinto Emperador                 |               |
| 2011          | Home Alone             | Dir. Manuel Pifano                           |               |
| 2009          | Venezzia               | Dir. Haik Gazarian                           |               |
| 2003          | Miranda                | Dir. Diego Rizquez                           |               |
| 2003          | Anonymous              | Dir. Enelio Farina.                          |               |

### Televisión
Su debut en la televisión fue en el año 2001 en la telenovela Lejana como el viento de Laura Viscontti Producciones.
Más adelante, participó en las otras producciones venezolanas en formato novela como Se solicita príncipe azul (telenovela) y La vida entera producidas y transmitidas por Venevisión.
Asimismo, estuvo en “Con Toda El Alma”, además de ¡Qué clase de amor! de Benjamin Cohen transmitidas igualmente por Venevisión. En Televen, tuvo varias participaciones, en El gato tuerto y “El Planeta de los Seis”. También, formó parte del elenco de “El Enano” de JC Films en Lima, Perú y en el “Reto Fun Race” para el canal AXN. Durante su paso por la TV, tuvo la oportunidad de ser presentadora del programa “Arcanos” de Marte TV.
Cabe destacar, que en 2016, la actriz también tuvo un papel relevante en la serie juvenil "Yo quisiera", producida por Frank Ariza, Mediaset y Claro Video.
| Series y telenovelas | Series y telenovelas      | Series y telenovelas         | Series y telenovelas |
| Año                  | Título                    | Notas                        |                      |
| -------------------- | ------------------------- | ---------------------------- | -------------------- |
| 2015                 | Yo quisiera               | Dir. Rafa Montesinos         |                      |
| 2015                 | El enano                  | Dir. Eduardo Mendoza         |                      |
| 2009                 | ¡Qué clase de amor!       | Dir. Grazio D'Angelo         |                      |
| 2009                 | El gato tuerto            | Dir. Juan Carlos Pérez Ariza |                      |
| 2008                 | La vida entera            | Dir. Luis Alberto Lamata     |                      |
| 2005                 | Con toda el alma          | Dir. Grazio D'Angelo         |                      |
| 2005                 | Se solicita príncipe azul | Dir. Luis Alberto Lamata     |                      |

### Teatro
El teatro ha estado presente durante toda la carrera de Malena González como actriz. Comenzó en las tablas con una participación en la obra Showcase en Boston University Theatre donde interpretó el personaje de Catheryn en el año 2000.
Después de esto, Malena siguió trabajando en este arte, con obras como: El Principito, Todo o Nada, Secuestrados, La importancia de ser positiva, Tierra de Aventura, El Mundo de Oz, Angustias de la Mediana Edad, Así mintió el esposo de ella, Anabel, La Princesa Encantada con Andrés Noriega, Adulterio, De Velo y Corona, Medias del día a día por la noche
, entre otras.
| Obras de teatro | Obras de teatro                        | Obras de teatro                                                  | Obras de teatro |
| Año             | Título                                 | Notas                                                            |                 |
| --------------- | -------------------------------------- | ---------------------------------------------------------------- | --------------- |
| 2013            | Guerrero inmortal                      | Por Pakriti Maduro. Dirigida por Marcel Rasquin.                 |                 |
| 2013            | Tres                                   | Por Juan Carlos Rubio. Dirigida por César Sierra.                |                 |
| 2013            | Meñique                                | Por Natalia Martínez. Dirigida po Fernando Martínez.             |                 |
| 2012            | La fiesta del fin del mundo            | Por Juan Carlos Duque. Dirigida por William Cuao.                |                 |
| 2012            | A 2.50 la Cuba Libre                   | Por Ibrahim Guerra. Dirigida por Luis Fernández.                 |                 |
| 2011            | Mandarinas                             | Por Carmen García Vilar. Dirigida por Moisés Guevara.            |                 |
| 2011            | La navidad de Lucy                     | Por Natalia y Fernando Martínez. Dirigida por Nathalia Martínez. |                 |
| 2010            | Después de la lluvia                   | Por Sergi Belbel. Dirigida por Ricardo Nortier.                  |                 |
| 2009            | Velo y Corona                          | Por Indira Páez y Catherina Cardozo. Dirigida por Karl Hoffman.  |                 |
| 2008            | Adultery                               | Por Woody Allen. Dirigida por Leonar Zelig.                      |                 |
| 2007            | Anabel y la princesa encantada         | Por Abigail Truchsses. Dirigida por César Sierra.                |                 |
| 2007            | Venezia                                | Por Jorge Acame. Dirigida por Aníbal Grunn.                      |                 |
| 2006            | Cómo mintió a su esposo                | Por Bernard Shaw. Dirigida por José Tomas Angola                 |                 |
| 2005            | El Mago de Oz                          | Por Natalia Martínez. Dirigida por Natalia Martínez.             |                 |
| 2004            | Ansiedades de la edad media            | Por Indira Páez. Dirigida por Sebastián Falco.                   |                 |
| 2003            | Todo o Nada                            | Por Marcos Purroy. Dirigida por Daniel Uribe.                    |                 |
| 2003            | El Principito                          | Por Antoine Saint-Exupery. Dirigida por Nathalia Martínez.       |                 |
| 2002            | Tierra de Aventuras                    | Por Nathalia Martínez, Director César Sierra.                    |                 |
| 2001            | La caja mágica                         | Por Nathalia Martínez. Dirigida por Enrique Salas.               |                 |
| 2000            | El príncipe que aprendió en los libros | Por Jacinto Benavente. Dirigida por Vicente Albarracin.          |                 |
| 2000            | Martí para niños                       | Por César Sierra. Dirigida por César Sierra.                     |                 |
| 2000            | Comedias del día a día                 | Por Ricardo Nortier. Dirigida por Orlando Arocha.                |                 |
| 2000            | La importancia de ser positivos        | Por Darko Lukic. Dirigida por Vicente Albarracín.                |                 |
| 2000            | Los condenados de Altona               | Por Jean Paul Sartre. Dirigida por Aníbal Grunn.                 |                 |
| 2000            | Showcase                               | New York and Los Angeles with Boston University Theater.         |                 |